# Olimpia Bucarest
L'Olimpia Bucarest est un club roumain de football, basé à Bucarest et aujourd'hui disparu. Il a fait partie des clubs fondateurs de l'élite roumaine de football, puisqu'il a pris part au championnat national dès sa première édition. C'est aussi historiquement le premier club de football fondé à Bucarest.

## Histoire

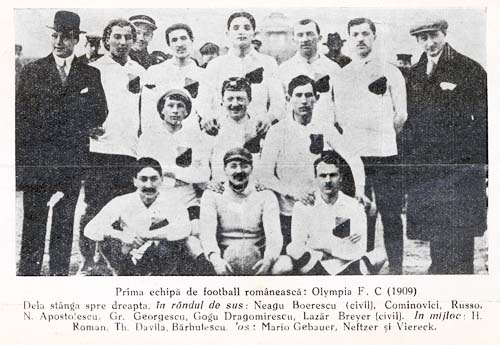
Olympia Bucarest en 1909

Le club est fondé en octobre 1904 par un groupe de Roumains et quelques étudiants étrangers. L'équipe participe à la Coupe Herzog, précurseur de la première division roumaine et réussit à remporter les 2 premières éditions, en 1910 et 1911.
En 1915, le club s'écroule, puisqu'une partie de son effectif quitte le club pour aller jouer au rugby, et une autre va renforcer l'équipe de Colentina Bucarest.
Après la Première Guerre mondiale, le club rebondit et s'inscrit au championnat régional de Bucarest en 1921. L'Olimpia n'arrive pas à obtenir de bons résultats puisqu'elle ne se qualifie qu'une seule fois pour le championnat national, en 1928. Le club jouera une saison en 2e division, en 1940-1941 et une saison en 3e division, en 1937-1938.

Après la Seconde Guerre mondiale, le club réapparaît sous le nom d'Olympia Rheim en championnat de district de Bucarest mais est dissous peu de temps après.

## Palmarès
- Championnat de Roumanie de football (2) :
  - Vainqueur : 1910, 1911